# Bröndby-Oberschule

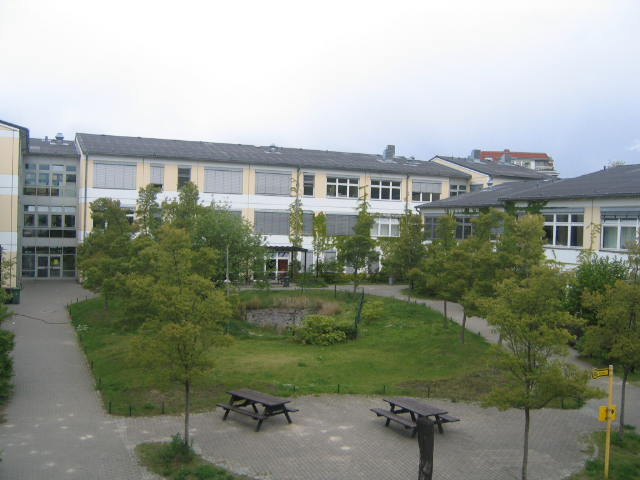
Draufsicht auf den Innenhof im Frühling

Die Bröndby-Schule ist eine integrierte Sekundarschule mit gymnasialer Oberstufe im Bezirk Steglitz-Zehlendorf, Ortsteil Lankwitz, von Berlin.

## Geschichte
Die Bröndby-Schule wurde im Jahre 1975 in der Dessauerstr 37–39 eröffnet und 1976 nach der Kopenhagener Vorstadt Brøndby benannt. Sie gehört zu den ersten Gesamtschulen, die im Laufe der großen sozialdemokratischen Bildungsreform in den 1960er und 70er Jahren beschlossen wurden.
Das ursprüngliche Schulgebäude musste aufgrund der Asbestbelastung im Jahr 1990, wie viele ähnliche Schulen, geschlossen werden. Es diente der ZDF-Weihnachtsserie Ron und Tanja (1990) als Kulisse für Tanjas Schule.
Auf dem Gelände des jetzigen Gebäudes an der Dessauerstraße 63 befand sich der Sportplatz der Schule nebst drei Tennisplätzen, welche vom benachbarten Tennisverein Postsport Verein (heute: Pro Sport 24 e. V.) für das Jugendtraining genutzt wurden. Das heutige Schulgebäude war als Provisorium für wenige Jahre vorgesehen, bis das ursprüngliche Gebäude saniert werden würde. Im Nachgang des Mauerfalls und der Wiedervereinigung 1989/90 wurde die Sanierung jedoch auf unbestimmte Zeit verschoben. Im Jahr 2000 wurde das Gebäude aufgrund der Haushaltslage des Landes Berlin und des leerstandsbedingt schlechten Gebäudezustands endgültig aufgegeben.
Entwicklung des ehemaligen Schulgeländes (Dessauerstr 37–39)
2009 wurde der Liegenschaftsfonds Berlin mit der Veräußerung des Grundstücks nebst der asbestbelasteten Ruine beauftragt, auf dem ausschließlich Wohnungsbau zulässig ist, jedoch aufgrund der hohen Abrisskosten erfolglos. Nach zahlreichen fehlgeschlagenen Versuchen des Liegenschaftsfonds, einen Investor für das Gelände zu finden, wurde es Ende 2013 der kommunalen Wohnungsbaugesellschaft Degewo als Sacheinlage überlassen. Nach einer vollständigen Entkernung des Gebäudes bis auf das tragende Betongerippe wurde es zwischen Februar und September 2016 abgerissen. Im März 2017 wurde mit einem Bebauungsplanverfahren für das Gelände begonnen. Im 2016 beschlossenen und amtlich verkündeten vorhabenbezogenen Bebauungsplan wurde „ein dringendes Gesamtinteresse Berlins“ für das Bauprojekt festgestellt. Dennoch verschiebe sich der ursprünglich für Mitte 2017 geplante Baubeginn „voraussichtlich in das Jahr 2019“. Gemäß einem Medienbericht von Anfang Mai 2019, der sich auf Angaben der Degewo beruft, sei „die Beteiligung der Öffentlichkeit abgeschlossen“, so dass mit dem Bau begonnen werden könne, sobald „der Bebauungsplan zur Entwicklung des Wohngebiets vom Bezirksamt genehmigt und förmlich festgesetzt“ worden sei. Das Bauprojekt soll insgesamt 260 Mietwohnungen mit ein bis fünf Zimmern in überwiegend viergeschossigen Häusern, eine Kindertagesstätte für rund 60 Kinder und etwa 100 Parkplätze umfassen. Die Fertigstellung des neuen Wohnviertels soll plangemäß im Dezember 2021 und der Erstbezug ab Januar 2022[veraltet] erfolgen.

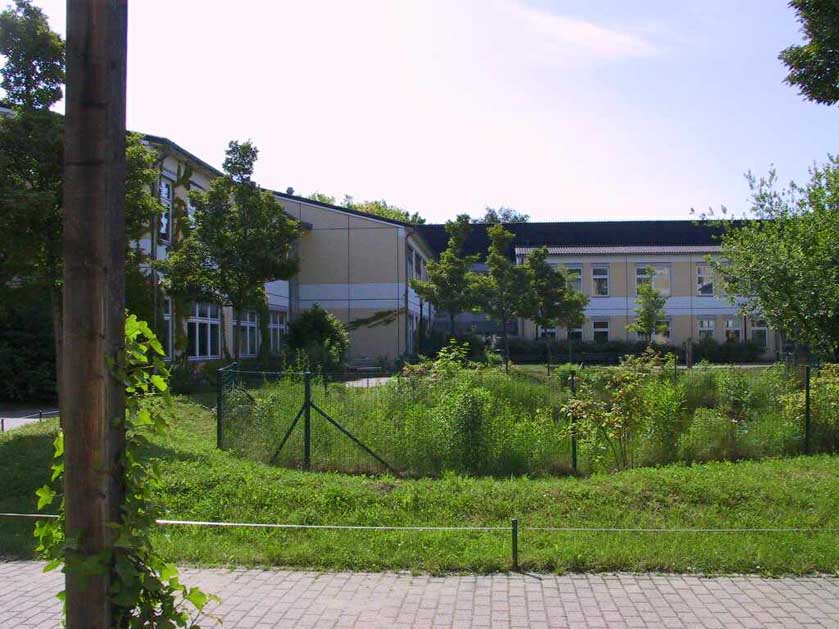
Der Innenhof, die grüne Oase

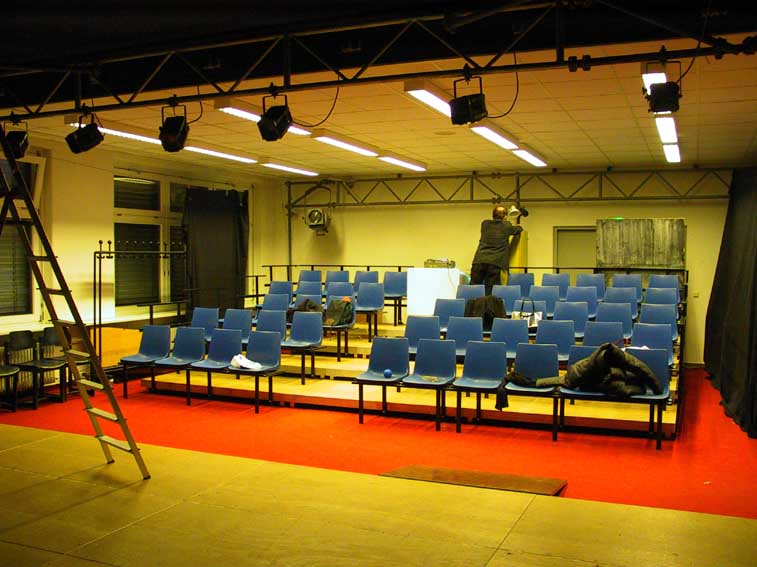
Der Theaterraum

## Das heutige Gebäude
Das Hauptgebäude hat seine Schauseite zur Dessauerstraße und grenzt im Osten an die Gallwitzallee. Zur Dessauerstraße hin sind Kerngruppenräume und Verwaltungsräume gerichtet. Zur Gallwitzallee hin sind die naturwissenschaftlichen Räume gerichtet. Im Süden wird das Grundstück durch Wohngebäude aus den fünfziger Jahren begrenzt. In der Mitte liegt ein begrünter Innenhof, der durch seinen Teich eine harmonische Kulisse für Tier und Mensch bietet. Westlich des Gebäudes schließt sich die Turnhalle an, die zusammen mit dem eigentlichen Schulgebäude 1975 in Betrieb ging, im Gegensatz zum Hauptgebäude allerdings frühzeitig saniert wurde. Sie bietet 5 Klassen Platz. Hinter der Sporthalle befindet sich der Sportplatz.

## Organisation
Die Bröndby-Oberschule organisiert sich in verschiedenen Fachbereichen. Viele Fachbereiche haben ein eigenes Lehrerzimmer. Seit 2014 bietet die Schule drei Profile mit verstärktem Unterricht in den Bereichen Technik-Wirtschaft, Künste und Sport an.

### Fachbereich Wirtschaft – Arbeit – Technik
Der Fachbereich Wirtschaft – Arbeit – Technik (WAT) verfolgt das Ziel, die Schüler auf ihre zukünftige Ausbildung vorzubereiten. Ab der 7. Klasse erlernen die Schüler den Umgang mit Medien. Des Weiteren wird erlernt, wie man unter Nutzung von Zeichenbrettern technische Zeichnungen erstellt und Symbolsprachen versteht. In der neunten Klasse organisiert der Fachbereich die Durchführung der dreiwöchigen Betriebspraktika der Schüler. In der zehnten Klasse wird, da sich viele Schüler kurz vor ihrem Abschluss befinden, das Berufsbildungsgesetz behandelt.

### Fachbereich Naturwissenschaften
Der Fachbereich Naturwissenschaften umfasst die Fächer Biologie, Physik und Chemie. Zudem können besonders interessierte Schüler in der Mittelstufe das Wahlpflichtfach Naturwissenschaften wählen. In der Oberstufe werden die Profilkurse bzw. Leistungskurse Biologie, Chemie und Physik angeboten. Insgesamt arbeiten 24 Lehrkräfte in diesem Fachbereich. Gearbeitet wird in 13 großen Räumen, in denen jeweils 24 Schüler Platz finden. Schülerversuche können unmittelbar am Sitzplatz der Schüler durchgeführt werden. Hierzu stehen jeweils zwei Schülern ein Wasseranschluss, Gasanschluss und mehrere Steckdosen zur Verfügung. Jeder Raum verfügt über einen Fernseher mit DVD-Player.

### Fachbereich Sprachen
Besonders leistungsorientierten und sprachinteressierten Schülern, deren erste Fremdsprache Englisch ist, bietet die Schule einen verstärkten Englisch- bzw. englischsprachigen Unterricht in Biologie (deutsch-englischer Zug) in der Mittelstufe an; eine Fortsetzung in der gymnasialen Oberstufe wird angestrebt. Schüler, die sich für diesen zweisprachigen Zug entscheiden, erhalten im 7. und 8. Jahrgang zu ihren wöchentlichen Pflichtstunden in Englisch zwei zusätzliche Stunden Englischunterricht. Dieser Unterricht zielt auf das höchste Leistungsniveau ab, weshalb gute bis sehr gute Leistungen in Englisch und mindestens befriedigende Leistungen in Biologie Voraussetzung für die Aufnahme in den bilingualen Zug sind. Im 9. und 10. Jahrgang wird dann das Fach Biologie in englischer Sprache unterrichtet. Der Wahlpflichtkurs Englische Literatur und Landeskunde ist obligatorisch.

### Fachbereich Darstellendes Spiel
Seit dem Jahr 1977 wird Darstellendes Spiel (DS) an Schulen angeboten. Die Bröndby-Oberschule war die erste Schule Berlins, die das Schulfach DS anbot. Während der 1980er Jahre entwickelte sich DS zu einem anerkannten Bildungsschwerpunkt der Bröndby-Oberschule. Seit dem Jahr 1990 gibt es permanent zehn Theaterkurse:
- in der Sekundarstufe I: zwei Kurse pro Jahrgang.
- in der Sekundarstufe II: je ein Grundkurs im Jahrgang 12 und 13.

## Mensa
Die Mensa der Schule befindet sich im Erdgeschoss. Sie dient nicht nur als Aufenthaltsbereich für die Schüler, sondern ist zugleich ein universell einsetzbarer Raum. In ihm finden regelmäßig festliche Veranstaltungen wie Jubiläen oder die Gesamtkonferenzen der Lehrer statt. Die Schüler können hier (vom Taschentuch bis zum kompletten Mittagessen) Artikel zum täglichen Bedarf erwerben.

## Mediothek
Die Mediothek war noch vor einigen Jahren eine Stadtbücherei, wurde jedoch zur Mediothek umgebaut.
Sie ist einer der größten Räume im Gebäude und wird daher häufig für das Schreiben von Klausuren und für verschiedene Konferenzen genutzt.

## Außerunterrichtlicher Bereich
Die Bröndby-Schule ist eine Ganztagsschule, d. h., der Unterricht geht außer am Mittwoch bis 15.30 Uhr. Die Schüler der Sekundarstufe I halten sich in der unterrichtsfreien Zeit während der Schulzeit im „Außerunterrichtlichen Bereich“ (AUB) auf, wo sie betreut und beraten werden. Dafür stellt die Schule Erzieher und Sozialpädagogen, die zahlreiche Angebote zur Freizeitgestaltung sowie Gesprächsangebote machen. So gibt es z. B. einen Werkraum, in dem in Gruppen Holzarbeiten oder Seidenmalerei angefertigt werden können.
Das dafür nötige Material und die Arbeitsmittel werden zum Teil über den Verkaufserlös der hergestellten Produkte beim Schulbasar finanziert. Außerdem gibt es eine Teestube, in der sich die Schüler auch ohne die ständige Anwesenheit eines Erziehers bzw. Sozialpädagogen aufhalten können. Hier kann man 'abhängen' und Musik hören. Zusätzlich gibt es auch im AUB einen Computerraum, in dem z. B. Grafiken für schulische Aktivitäten erstellt werden können. Ein Fernseh- und Filmraum bietet die Möglichkeit, sich zusammen mit Lehrern Filme anzuschauen. Der meistbesuchte Raum innerhalb des AUB ist der Tischtennis- und Billardbereich.
Eine wichtige Aufgabe der Erzieher bzw. Sozialpädagogen des AUB besteht in der Beratung von Schülern in Konfliktfällen. Ein Teil der Mitarbeiter ist in Mediation geschult und gibt dieses Wissen in Workshops bzw. Lehrgängen regelmäßig an interessierte Schüler weiter. Bei Problemen zwischen Schülern können diese in einem separaten Raum entweder nur unter den betroffenen Schülern mit einem Schüler-Mediator oder in Anwesenheit eines erwachsenen Mediators besprochen und gelöst werden.

## Namensgeber
Die Schule wurde benannt nach der Stadt Brøndby in Dänemark.
Der erste Kontakt zwischen Brøndby und dem Bezirk Steglitz gab es bereits im Jahr 1962. Am 9. November 1968 wurde der Partnerschaftsvertrag geschlossen. Der einfachen Schriftform wurde der Name in „Bröndby“ (Eindeutschung) verändert. Nach der Fusion Steglitz-Zehlendorf besuchte der Zehlendorfer Städtepartnerschaftsverein im Jahre 2002 anlässlich einer Bürgerreise auf dem Weg in die schwedische Partnerstadt Ronneby erstmals Bröndby.
1964 kam die erste Jugendgruppe aus Bröndby nach Steglitz und wurde in Privatquartieren untergebracht. Es folgten Begegnungen von Schulklassen, Sportlern, Jugendmusikgruppen und Schülerlotsen sowie ein Austausch junger Steglitzer und Bröndbyer Dienstkräfte. Auch die Politiker hielten rege Kontakte. Im Steglitzer Stadtpark wurde 1964 ein Weg auf den Namen „Bröndbyweg“ benannt. 1969 erhielten die Straßen 79, 81 und 78 im Ortsteil Lichterfelde den Namen „Bröndbystraße“ und 1976 fand die Namensgebung der „Bröndby-Oberschule“ statt.